# Борисова, Мария Дмитриевна
Марѝя Дмѝтриевна Борѝсова (17 апреля 2007, Санкт-Петербург) — российская гимнастка. Мастер спорта международного класса, член основной сборной команды России. Двукратный серебряный призёр Игр БРИКС 2024 в индивидуальном и командном зачёте, чемпионка Игр БРИКС 2024 в упражнении с обручем. Абсолютная чемпионка международного турнира «Кубок „Небесная грация“» 2024 в Катаре, Чемпионка России в упражнении без предмета (2024). В 2025 году стала абсолютной чемпионкой России и абсолютной чемпионкой межрегиональных соревнований Кубок «Небесная грация».

## Биография
Вид спорта для Марии выбрали родители, Дмитрий и Ольга Борисовы. С трех до пяти лет занималась в спортивной школе Фрунзенского района Санкт-Петербурга, в пять лет пришла в Центр художественной гимнастики «Жемчужина».
Когда Мария впервые пришла на тренировку к Ирине Николаевне Гусаровой — личный тренер Марии Борисовой, в первый раз, оказалось, что она не набирает группу такого возраста. Однако Мария очень хотела заниматься художественной гимнастикой и, не желая покидать тренировку, крепко обняла Ирину Николаевну. Так и началась их спортивная карьера вместе.
В июле 2024 года она начала тренироваться в Академии художественной гимнастики «Небесная грация» под руководством Алины Кабаевой.

## Спортивные результаты

### 2024
Чемпионка Игр БРИКС (2024) в упражнении с обручем.
Двукратный серебряный призер Игр БРИКС (2024) в индивидуальном и командном зачете.
Чемпионка России (2024) в упражнении с без предмета.
Победительница международного турнира «Гран-при „Небесная грация“» (2024) в многоборье, чемпионка в упражнении с лентой и скакалкой, серебряный призер в упражнении с мячом, бронзовый призер в упражнении с булавами.
Чемпионка I этапа Кубка Сильнейших (2024) в упражнении с булавами.
Чемпионка международного клубного турнира A.S.D. V.E.R.A (2024). в упражнении с обручем.
Чемпионка всероссийских соревнований «Кубок „Небесная грация“» (2024) по программе мастеров спорта.
Серебряный призер Гран-при в Москве (2024) в многоборье.

### 2023
Победительница международного турнира «Evgeniya Cup» (2023) с мячом и булавами. 
Победительница Международного турнира «Хрустальная роза 2023» в многоборье.
Чемпионка Гран-при в Москве (2023) в упражнении с обручем.
Серебряный призер международного турнира «Игры Стран» (2023) в упражнении со скакалкой.
Серебряный призер финала Кубка Сильнейших (2023) в упражнении с булавами.
Серебряный призер Чемпионата России (2023) в личном многоборье.
Двукратный серебряный призер Финала Кубка России (2023) в упражнении с обручем и лентой.

### 2022
Победительница Первенства России 2022 в многоборье, в упражнении с булавами, серебряный призер в упражнении с обручем, бронзовый призер в упражнении с мячом, бронзовый призер в командном зачете.
Победительница XI летней Спартакиады учащихся России (2022) в личном многоборье.
Серебряный призер Кубка России 2022 в личном многоборье, в упражнении с обручем, лентой.
Победительница международных соревнований «Хрустальная Роза» (2022) в командном многоборье, в упражнении с булавами.
Победительница Международного турнира «Evgeniya Cup» 2022.

### 2021
Победительница Первенства России 2021 в упражнении с мячом.
Серебряный призер Первенства России 2021 в многоборье, в упражнении с лентой, в командном зачёте. Бронзовый призер в упражнении с булавами.

### 2020
Чемпионка II Международного online турнира (2020) среди юниоров в упражнении с булавами.
Чемпионка III Международного online турнира (2020) среди юниоров в упражнении с лентой.

### 2018—2019
Серебряный (2019) и бронзовый (2018) призер всероссийских соревнований «Юные гимнастки» в многоборье. Бронзовый призер Первенства России 2019 в многоборье .